# Joseph Ravannack
John Joseph "Joe" Ravannack (ur. 19 marca 1878 w Nowym Orleanie, zm. 10 października 1910 tamże) – amerykański wioślarz, brązowy medalista olimpijski.
Wystąpił na igrzyskach olimpijskich w Saint Louis w 1904 roku, gdzie razem z Johnem Wellsem wywalczył brązowy medal w dwójce podwójnej. Wyprzedzili ich jedynie John Mulcahy i William Varley oraz Joseph McLoughlin i John Hoben. Startowały tylko trzy osady. Był to jego jedyny start olimpijski.
Pracował dla gazety The Times-Picayune.